# Лейк-Джоханна (тауншип, Миннесота)
Лейк-Джоханна (англ. Lake Johanna) — тауншип в округе Поп, Миннесота, США. На 2000 год его население составило 151 человек.

## География
По данным Бюро переписи населения США площадь тауншипа составляет 92,9 км², из которых 85,9 км² занимает суша, а 7,0 км² — вода (7,50 %).

## Демография
По данным переписи населения 2000 года здесь находились 151 человек, 64 домохозяйства и 43 семьи. Плотность населения —  1,8 чел./км². На территории тауншипа расположено 97 построек со средней плотностью 1,1 построек на один квадратный километр. Расовый состав населения: 98,01 % белых и 1,99 % приходится на две или более других рас.
Из 64 домохозяйств в 25,0 % воспитывались дети до 18 лет, в 60,9 % проживали супружеские пары, в 4,7 % проживали незамужние женщины и в 32,8 % домохозяйств проживали несемейные люди. 28,1 % домохозяйств состояли из одного человека, при том 18,8 % из — одиноких пожилых людей старше 65 лет. Средний размер домохозяйства — 2,36, а семьи — 2,91 человека.
18,5 % населения — младше 18 лет, 4,6 % — в возрасте от 18 до 24 лет, 24,5 % — от 25 до 44, 29,8 % — от 45 до 64, и 22,5 % — старше 65 лет. Средний возраст — 46 лет. На каждые 100 женщин приходилось 109,7 мужчин. На каждые 100 женщин старше 18 приходилось 127,8 мужчин.
Средний годовой доход домохозяйства составлял 32 813 долларов, а средний годовой доход семьи —  45 000 долларов. Средний доход мужчин —  25 833  доллара, в то время как у женщин — 21 875. Доход на душу населения составил 17 270 долларов. За чертой бедности находились 4,8 % семей и 11,9 % всего населения тауншипа, из которых 19,0 % младше 18 и 16,7 % старше 65 лет.